# Reinhard Goltz
Reinhard Goltz (* 6. November 1953 in Hamburg-Finkenwerder) ist ein deutscher Autor, Herausgeber des Preußischen Wörterbuches und Sprecher des Bundesrates für Niederdeutsch.
Goltz gilt als Grenzgänger zwischen Wissenschaft und praktischer Kulturarbeit. Er verfasste zahlreiche Aufsätze über die niederdeutsche Sprache und lieferte viele Beiträge für den Rundfunk. Goltz war Mitglied des Kabarett-Ensembles De scheewe Dree und wirkte an verschiedenen Niederdeutsch-Übersetzungen mit (Asterix, Donald Duck, Harry Potter). Von 1998 bis 2007 war er Vorsitzender der Klaus-Groth-Gesellschaft.
Seit 2002 ist Reinhard Goltz Sprecher des Bundesrates für Niederdeutsch (BfN), der sich vor allem auch im Rahmen der Europäischen Charta der Regional- oder Minderheitensprachen für das Niederdeutsche einsetzt.
Am 13. August 2011 wurde ihm für „jahrzehntelanges Engagement für den Erhalt und die Pflege der nach der Europäischen Charta der Regional- oder Minderheitensprachen geschützten Sprache Niederdeutsch“ das Bundesverdienstkreuz am Bande verliehen.